# Nasiternella varinervis
Nasiternella varinervis is een tweevleugelige uit de familie Pediciidae. De soort komt voor in het Palearctisch gebied.